# Lyase
I biokemi er en lyase et enzym, der katalyserer opbrydningen af forskellige kemiske bindinger ved hjælp af andre metoder end hydrolyse og oxidation, ofte i forbindelse med dannelsen af en ny dobbeltbinding eller en ny ringstruktur. For eksempel er et enzym, der katalyserer følgende reaktion, en lyase:
ATP → cAMP + PPi
Lyaser adskiller sig fra andre enzymer, idet de kun behøver ét substrat for reaktion i én retning, men to substrater for den modsatgående reaktion.

## Nomenklatur
Systematiske navne dannes som "substratgruppelyase." Almene navne inkluderer decarboxylase, dehydratase, aldolase, etc. Når den modsatte reaktion er vigtigere kan syntetase bruges i navnet.

## Klassifikation
Lysaser klassificeres som EC 4 i EC-nummerklassifikationen af enzymer. Lyaser kan yderligere inddeles i syv underklasser:
- EC 4.1 inkluderer lyaser, der kløver carbon-carbon-bindinger, såsom decarboxylaser (EC 4.1.1), aldehydlyaser (EC 4.1.2), oxosyrelyaser (EC 4.1.3) og andre (EC 4.1.99)
- EC 4.2 inkluderer lyaser, der kløver carbon-oxygen-bindinger, såsom dehydrataser
- EC 4.3 inkluderer lyaser, der kløver carbon-nitrogen-bindinger
- EC 4.4 inkluderer lyaser, der kløver carbon-svovl-bindinger
- EC 4.5 inkluderer lyaser, der kløver carbon-halid-bindinger
- EC 4.6 inkluderer lyaser, der kløver carbon-fosfor-oxygen-bindinger, såsom adenylatcyclase og guanylatcyclase
- EC 4.99 inkluderer andre lyaser, såsom indolacetaldoximdehydratase